# Ahmad Salah Alwan
Ahmad Salah Alwan Mntafjai (arabe : أحمد صلاح علوان) (né le 18 juin 1982 en Irak) est un footballeur international irakien, qui évolue au poste d'attaquant.

## Biographie

### Carrière en club
Il gagne 6 fois le championnat d'Irak avec les équipes de Al-Zawra'a SC (1966, 1999 et 2000), Talaba SC (2002) et Erbil SC (2007 et 2008).

### Carrière en sélection
Avec l'équipe d'Irak, il joue 28 matchs (pour 5 buts inscrits) entre 2002 et 2008. 
Il figure dans le groupe des sélectionnés lors de la Coupe d'Asie des nations de 2004, où il atteint le stade des quarts de finale. 
Il participe également aux Jeux olympiques de 2004. Il joue deux matchs lors du tournoi olympique organisé en Grèce.
Il joue enfin 4 matchs comptant pour les éliminatoires des coupes du monde 2006 et 2010.

## Palmarès
| Al Zawra'a - Championnat d'Irak (2) : - Champion : 1998-99 et 1999-00. - Coupe d'Irak (3) : - Vainqueur : 1997-98, 1998-99 et 1999-00. |  | Talaba SC - Championnat d'Irak (1) : - Champion : 2001-02. - Coupe d'Irak (2) : - Vainqueur : 2001-02 et 2002-03. |  | Arbil SC - Championnat d'Irak (2) : - Champion : 2006-07 et 2007-08. - Meilleur buteur : 2006-07 (11 buts). |

| Zamalek - Championnat d'Égypte (1) : - Champion : 2003-04. |  | Al Ittihad Alep - Coupe de Syrie (2) : - Vainqueur : 2005-06. |